# László F. Földényi

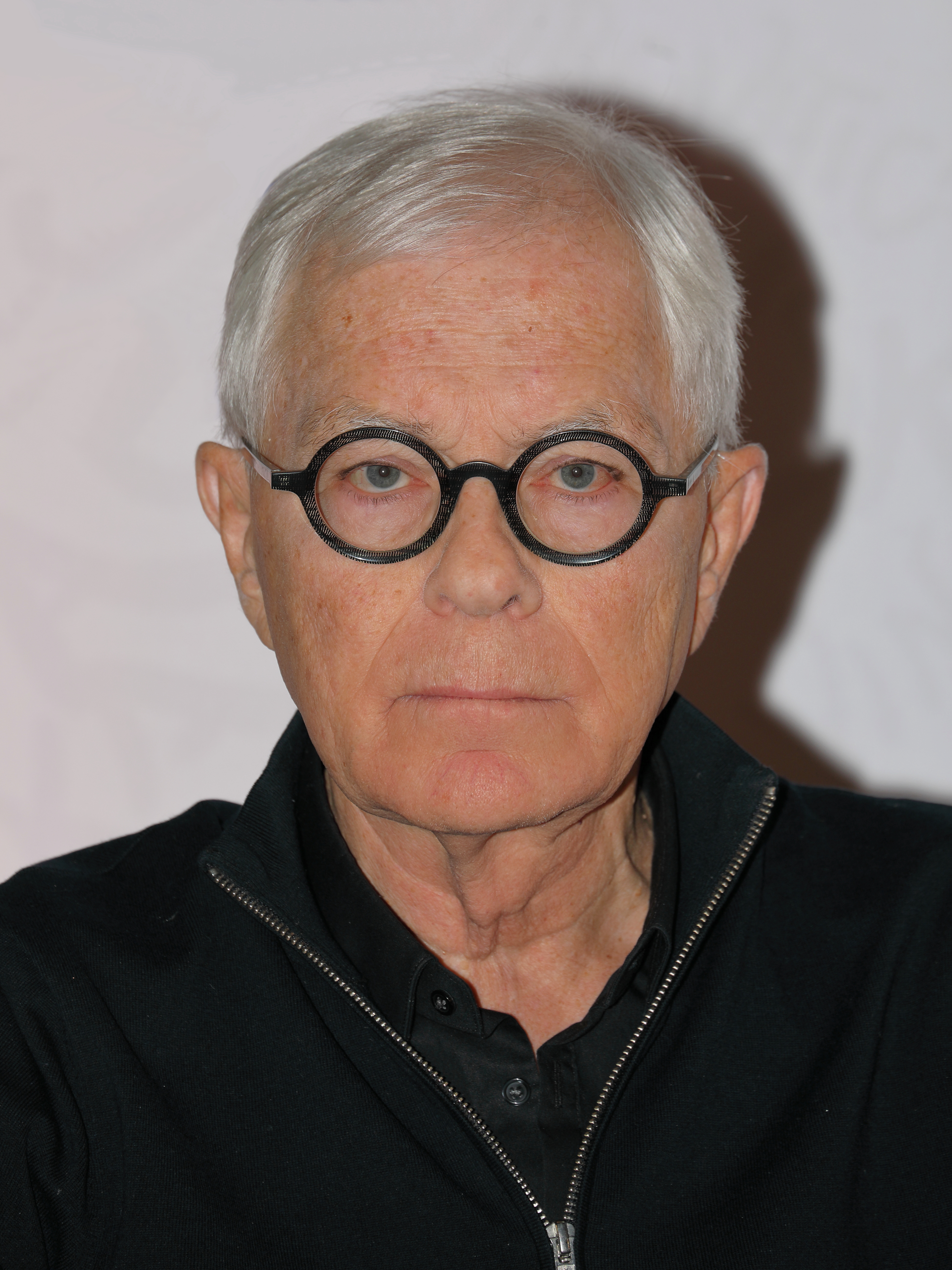
László F. Földényi (2024)

László F. Földényi  (* 19. April 1952 in Debrecen) ist ein ungarischer Essayist, Kunsttheoretiker, Literaturkritiker und Übersetzer.

## Leben und Werk
Földényi studierte bis 1975 Hungarologie und Anglistik in Budapest und arbeitete zunächst als Zeitschriftenredakteur und Dramaturg an verschiedenen Theatern. 1980 bis 1986 war er Herausgeber der ungarischen Zeitschrift für Theaterwissenschaft, Zwischen 1988 und 1991 lebte er auf Einladung des Berliner Künstlerprogramms des DAAD in West-Berlin. Zwischen 1991 und 2019 war er Professor am Lehrstuhl für Vergleichende Literaturwissenschaft an der Loránd-Eötvös Universität in Budapest. 2001–2002 verbrachte er ein Jahr in den Niederlanden als Visiting Fellow am Netherlands Institute for Advanced Study, 2005 war er Visiting Fellow am IFK in Wien.
Von 2003 bis 2021 war er Professor an der Universität für Theater- und Film, von 2006 bis 2014 leitete er den Lehrstuhl für Kunsttheorie. Er hält regelmäßig Vorträge und Lesungen an europäischen Universitäten.
Für sein Werk wurde er 2005 in Deutschland mit dem Friedrich-Gundolf-Preis ausgezeichnet. 2009 wurde er Mitglied der Deutschen Akademie für Sprache und Dichtung. Zwischen 2014 und 2020 war er Beisitzer des Präsidiums.
Er übersetzte Stücke zeitgenössischer Dramatiker, unter anderem von Edward Bond, Max Frisch und Heiner Müller ins Ungarische. Er ist Herausgeber einer ungarischen Ausgabe der Werke Heinrich von Kleists. 20 und Robert Musil. 2020 wurde ihm für sein Buch Lob der Melancholie. Rätselhafte Botschaften der Leipziger Buchpreis zur Europäischen Verständigung zugesprochen, den er wegen der Absage der Leipziger Buchmesse erst ein Jahr später entgegennehmen konnte.
Földényi zählt zu den bedeutendsten Intellektuellen seines Heimatlandes. Seine Bücher wurden in elf Sprachen übersetzt. Er lebt und arbeitet in Budapest.

## Veröffentlichungen in deutscher Sprache
- Melancholie. Matthes & Seitz, München 1988; Übersetzung: Nora Tahy.
- Caspar David Friedrich: Die Nachtseite der Malerei. Matthes & Seitz, München 1993.
- Abgrund der Seele. Matthes & Seitz, München 1994; Übersetzung: Hans Skirecki.
- Ein Photo aus Berlin. Essays 1991–1994. Matthes & Seitz, München 1996.
- Nachwort zu Géza Csáth. In: Géza Csáth: Erzählungen. Aus dem Ungarischen von Hans Skirecki. Brinkmann und Bose, Berlin 1999, S. 123–143.
- Heinrich von Kleist: Im Netz der Wörter. Matthes & Seitz, München 1999.
- Das Schweißtuch der Veronika: Museumsspaziergänge. Suhrkamp, Frankfurt am Main 2001; Übersetzung: Hans Skirecki.
- Newtons Traum: Blakes „Newton“. Matthes & Seitz Berlin, Berlin 2005, Übersetzung: Akos Doma.
- Dostojewski liest Hegel in Sibirien und bricht in Tränen aus. Matthes & Seitz Berlin, Berlin 2008; Übersetzung: Hans Skirecki.
- Schicksallosigkeit: Ein Imre-Kertész-Wörterbuch von László F. Földényi und Akos Doma. Rowohlt, Reinbek 2009, ISBN 978-3-498-02122-1
- Starke Augenblicke. Eine Physiognomie der Mystik. Aus dem Ungarischen von Akos Doma. Matthes & Seitz Berlin, Berlin 2013, ISBN 978-3-88221-562-5.
- Orte des lebenden Todes. Kafka, Chirico und die anderen. Matthes & Seitz, Berlin 2017, ISBN 978-3-95757-397-1.
- Lob der Melancholie. Rätselhafte Botschaften. Essays. Übersetzt aus dem Ungarischen von Akos Doma. Matthes & Seitz, Berlin 2019, ISBN 978-3-95757-708-5.
- Der Maler und der Wanderer. Caspar David Friedrichs Urkino, Matthes & Seitz, Berlin 2021, ISBN 978-3-7518-0318-2.
- Der lange Schatten der Guillotine. Lebensbilder aus dem Paris des neunzehnten Jahrhunderts, Matthes & Seitz, Berlin 2024, ISBN 978-3-7518-2040-0.

## Auszeichnungen
- 2020: Leipziger Buchpreis zur Europäischen Verständigung für Lob der Melancholie. Rätselhafte Botschaften[2]
- 2020: Literaturpreis der Darmstädter Jury „Buch des Monats“[3]
- 2019: Hévíz-Literaturpreis[4]
- 2009: Mitglied der Deutschen Akademie für Sprache und Dichtung (Darmstadt)
- 2007: Széchenyi-Preis[5]
- 2006: Preis für Belletristik[5]
- 2005: Friedrich-Gundolf-Preis der Deutschen Akademie für Sprache und Dichtung[6]
- 2002: Blauer-Salon-Preis des Literaturhauses Frankfurt[6]
- 2002: Alföld Preis[7]
- 1998: Pro-Literatura-Preis[5]
- 1996: Attila-József-Preis[8]
- 1996: Dezső-Kosztolányi-Preis[8]
- 1991: IRAT-Preis[5]
- 1987: Örley-Preis[8]
- 1985: Gedenkmedaille des Mikes-Kelemen-Kreises der Niederlande[8]
- 1985: Zsigmond Móricz-Stipendium[5]